# 도기선우
도기선우(屠耆單于, ? ~ 기원전 56년)는 흉노의 선우다. 성은 연제(攣鞮), 이름은 박서당(薄胥堂)으로, 악연구제선우의 사촌형이다. 악연구제선우를 옹립한 도륭기에게 옹립돼 악연구제선우를 패망하게 한 호한야선우와 싸우다 자결했다.

## 생애
악연구제선우가 서자 악연구제선우와 사이가 멀고 정통성이 있는 일축왕 선현전이 기원전 60년에 한나라로 투항해, 그를 대신해 악연구제선우에게서 일축왕으로 임명됐다.
악연구제선우가 기원전 58년 호한야선우와 싸우다 동생 우현왕에게 버림받고 자결했는데, 이에 홀로 선우가 된 호한야선우가 우현왕을 암살하려 했기에 우현왕과 도륭기에게 옹립돼 도기선우라 일컬었다. 그리고 수만 명의 군사로 동쪽의 호한야선우를 쳐 패주시키고, 장자 도도오서를 좌록리왕, 막내아들 고무루두를 우록리왕으로 삼아 선우정을 맡아 남게 했다.
기원전 57년 가을, 선현전의 형 우욱건왕과 오자도위에게 2만 기를 주어 동방에서 호한야선우를 막게 했다. 그런데 호걸왕(呼揭王)과 유리당호의 참언에 넘어가 우현왕 부자를 죽였고, 나중에 진상을 알고 유리당호를 죽이니 호걸왕이 의심 끝에 달아나 호걸선우로 자립, 우욱건왕도 거리선우로 자립, 오자도위도 오자선우로 자립해 호한야까지 무려 다섯 명의 선우가 난립하고 말았다.
자신은 거리선우를 치고 도륭기에게 오자선우를 치게 하니, 둘 다 패주해 서북의 호걸선우와 연합해 4만 군세를 이루었다. 호걸선우와 오자선우는 선우 칭호를 버리고 거리선우를 떠받들었다. 이에 좌대장과 도위에게 4만 기를 주어 호한야선우에 대비하게 하고 4만 기를 거느리고 거리선우를 무찔렀다. 거리선우가 달아나니 자신은 서남으로 가 흡돈에 머물렀다.
기원전 56년, 호한야선우의 동생 우록리왕의 공격으로 대 호한야 군 만여 명을 잃었다. 이에 6만 명을 거느리고 천 리를 가서 호한야선우의 4만 군과 맞서 싸웠다. 이 싸움에서 져 자살했고, 도륭기와 우록리왕 고무루두는 한나라로 망명했다. 거리선우는 호한야에게 투항, 일시적으로 흉노의 혼란기는 끝나게 된다.

## 출전
- 반고: 《한서》 권94 흉노전제64 상